# Echinochloa pyramidalis
Echinochloa pyramidalis là một loài thực vật có hoa trong họ Hòa thảo. Loài này được (Lam.) Hitchc. & Chase mô tả khoa học đầu tiên năm 1917.

## Hình ảnh

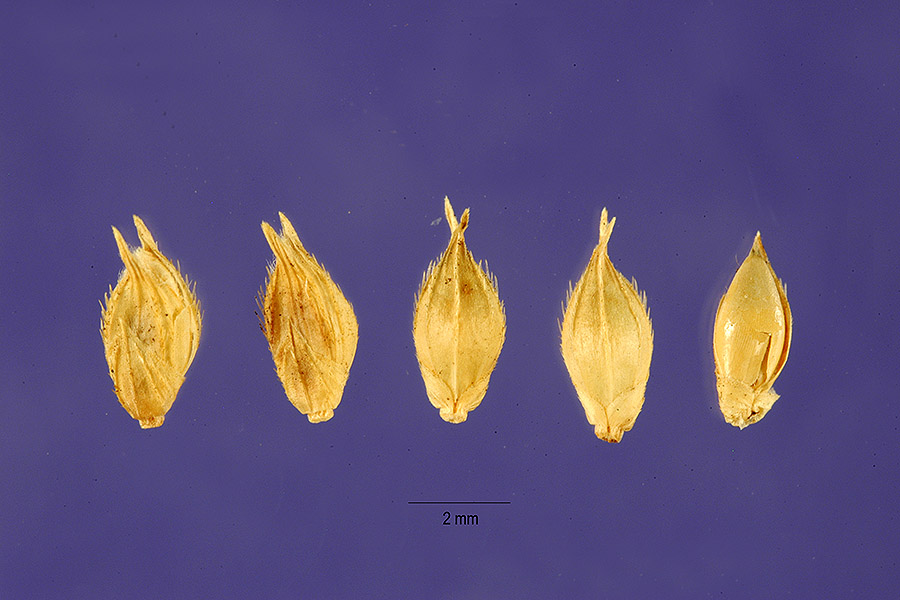